# 南屏縣
南屏縣位于雲南省，民國三十八年（1949年）6月11日置。此时，第二次国共内战已经进入尾声。至12月9日，云南省主席卢汉宣布云南“解放”，投向新成立的中华人民共和国。

## 歷史沿革
- 民國三十八年（1949年）6月11日，總統指令准雲南省增設南屏縣。[1]

總統指令 穗統一字第二十五號 三十八年六月十一日 

令行政院（仍另行文）
三十八年六月十一日卅八穗四字第四四六八號呈，為據內政部呈，以雲南河口麻栗坡兩對汎督辦公署合併為滇越邊區對汎督辦公署，并將兩對汎督辦公署原轄各鄉鎮分別劃還原屬各縣暨增設南屏新縣一案，核屬可行，抄檢原件，呈請鑒核明令公布並頒發南屏縣印由。
呈件均悉。准予公布。縣印仰候飭局鑄發可也。此令。

代　總　統　李宗仁

行政院院長　何應欽

## 管轄區域
麻栗坡督辦署所轄田蓬鎮、才利鄉、上鎢鄉、崇普鄉、金禾鄉、馬浪鄉、董利鄉、者林鄉、古竹鄉、官渡鄉及廣南縣轄下理達、南屏鄉設立一縣，縣名為南屏縣。